# Сильбербауэр, Микаэль
Микаэль Каппельгор Сильбербауэр (дат. Michael Kappelgaard Silberbauer; род. 7 июля 1981[…], Стёвринг, Северная Ютландия) — датский футболист, полузащитник. Работал помощником главного тренера в клубе «Люцерне», «Базеле» и «Мидтьюлланне». 28 декабря 2022 возглавил нидерландский клуб «Утрехт». 29 августа 2023 года, после третьего тура был уволен с поста главного тренера, не набрав за этот период с клубом ни одного очка.
Выступал за национальную сборную Дании.

## Клубная карьера
Начинал заниматься футболом в возрасте 5 лет в родном городе. В 2000 году дебютировал на профессиональном уровне за клуб «Ольборг». Всего за этот датский клуб провёл 103 матча и забил 21 мяч. В декабре 2003 года перешёл в «Копенгаген», с которым много играл в еврокубках. В 2008 году перешёл в «Утрехт».

## Карьера в сборной
В сборной Дании играл с 2002 года. Ранее выступал за сборные Дании разных возрастов.

## Голы за сборную
| # | Дата       | Место проведения   | Соперник       | Забил | Результат | Соревнования      |
| - | ---------- | ------------------ | -------------- | ----- | --------- | ----------------- |
| 1 | 2005-06-02 | Тампере, Финляндия | Флаг Финляндии | 1     | 1:0       | Товарищеский матч |